# 藍片岩
藍片岩（英語：blueschist）也稱為藍閃石片岩，是一種在高壓和低溫（200—500 °C（392—932 °F））下變質形成的變質岩。大約對應於 15-30 公里（9.3-18.6 英里）的深度。岩石的藍色來自主要礦物蓝闪石和硬柱石。藍片岩通常在造山帶中發現，隔斷層偶尔與綠片岩或與榴輝岩接觸。
藍片岩相中的岩石礦物成分因原岩而有所不同。
玄武岩：藍閃石 + 硬柱石和/或綠簾石 + 鈉長石 + 鈦石 +/- 石榴石 +/- 石英硬玉 + 石英 
超鎂鐵質岩石：蛇紋岩/蜥蜴石 +/- 滑石 +/- 黝簾石
泥質岩：Fe-Mg-carpholite +/- 綠泥石 +/- 藍晶石  +/- 鈉長石 +/- 石英 +/- 滑石 +/- 石榴石
花崗岩：藍晶石 +/- 白雲石 +/- 綠泥石 +/- 鈉長石 +/- 石英 +/- 白雲母
石灰石和大理石：方解石在高壓下轉變為文石，但通常在挖掘時恢復為方解石。